# Chanson de geste
En chanson de geste, (franska för "sång om bedrifter") är en medeltida fransk hjältedikt. Chanson de geste var den första litteratur som skrevs på franska, uppkom mot slutet av 1000-talet och fick sin blomstring på 1100-talet. Dikterna är omfångsrika och reciterades vanligen till ackompanjemang av ett stränginstrument. Vanligtvis är de skrivna på tiostavig vers av anonyma författare.
Många Chanson de geste handlar om 800- och 900-talets strider mellan kristna fransmän och muslimska morer i Spanien. Den historiska kärnan är dock starkt förvanskad av folkliga traditioner och legendariska inslag. Dikterna präglas av fransk patriotism, rojalism och högmedeltidens korstågsanda. Mest känd bland dessa dikter är Chanson de Roland (Rolandssången) som handlar om en av Karl den stores paladiner som stupar i Roncevaux efter ett heroiskt försvar mot en oerhörd övermakt. Andra centralgestalter är Guillaume d'Orange (i Chanson de Guillaume), Gormond et Isembart och Ogier le Danois (Holger Danske).  
På spanska kallas motsvarigheten till Chanson de geste för Cantar de gesta. I de senare besjungs bland annat den kastilianska adelsmannen och krigaren El Cid. En nordisk motsvarighet är Karlamagnús saga. På tyska finns exempelvis Ludwigslied.